# Eucereon hyalinum
Eucereon hyalinum är en fjärilsart som beskrevs av William James Kaye 1901. Eucereon hyalinum ingår i släktet Eucereon och familjen björnspinnare. Inga underarter finns listade i Catalogue of Life.